# TOSHIKI NAGASAWA
TOSHIKI NAGASAWA（1995年3月26日 - ）は、日本の音楽家、作曲家、編曲家、作詞家、音楽プロデューサー。

## 経歴
新潟県出身。日本大学芸術学部音楽学科 情報音楽コース卒業。ホリプロNext Circle所属。GLAD Sound LLC 業務執行社員。
10歳よりピアノを始め、17歳より本格的な作曲活動をはじめる。
音楽家として作家活動を行う他、キーボーディストとしても活動をし、テレビ朝日「ミュージックステーション」TBSテレビ「CDTV ライブ!ライブ!」などにも出演。
歌ってみたプロデューサーとして、多くの芸能人、YouTuberのプロデュース・ディレクションを担当している。

2021年6月、自身がプロデュースする音楽プロジェクト「ime」を発足。数々のアーティストのプロデュースの傍ら、独自の世界観を発信している。テレビやラジオ出演など、多岐に渡る。

## ディスコグラフィー

### ime
1. 「まだ、言わないで」(2021年6月2日)
2. 「melody for you」(2021年7月28日)
3. 「影ヲノコシテ」(2021年8月11日)
4. 「Sooner or later」(2021年9月1日)
5. 「puppy pollen」(2021年9月22日)
6. 「Type-C」(2021年11月3日)
7. 「Efen Blue」(2021年12月1日)　WEリーグ ASエルフェン埼玉 公式タイアップソング[6]
8. 「TOKAINOYORU」(2022年4月27日)
9. 「Loop Labyrinth」(2022年5月25日)
10. 「最果てより」(2022年6月15日)
11. 「Break of dawn」(2022年11月23日)
12. 「Holy time」(2022年12月7日)
13. 「SPACE CITY」(2023年2月22日)
14. 「Over」(2023年3月8日)
15. 「PLATONIC MOON」(2023年6月14日)
16. 「Sunset Time」(2023年9月13日)
17. 「12Bridge」(2023年12月27日)

## 楽曲提供・編曲
- Hey! Say! JUMP
  - 「#502」編曲（作詞・作曲：ひらめ）[7]
- ひらめ
  - 「ポケットからきゅんです!(アレンジVer.)」編曲
  - 「既読無視」編曲・MIX
  - 「君にチューしたい」編曲
  - 「color」編曲（日本テレビ「おしゃれの答えがわからない」主題歌）[8]
  - 「恋のスタートボタン feat.さくらしめじ」編曲
  - 「ミライ」編曲
  - 「今、きみに恋しているみたい」編曲
  - 「恋letter」編曲・MIX
- WeP　(しなこプロデュース)
  - 「We are Pretty」作曲・編曲
- リアルピース
  - 「モンブランヘッド」作曲・編曲
  - 「解脱」作曲・編曲
  - 「ばぐばぐぱーてぃー」作曲・編曲　※共同作曲：なお
- 中村愛×パーマ大佐
  - 「男と女の片思い」編曲
- 中恵光城
  - 「スキの気持ち君に」（女神×アイドル「Prhythm☆StellA」より）作曲・作詞・編曲[9]
- 8 beat story♪
  - 「おそろいさんぽ道」作曲
  - 「Shout Out」作曲・作詞
- 宿星のガールフレンド
  - 「Chu's me! trilogy!」ピアノ演奏[10]
- GORI
  - 「アイドル(仮)」作曲・編曲[11]
  - 「ANSWER」作曲・編曲
- mikerr
  - 「素直にKiss」作曲・編曲
  - 「anocoro」編曲
  - 「Love is」作曲・編曲

## サウンドプロデュース・TVCM・BGM・劇伴

### 歌ってみたプロデュース／ディレクション／エンジニア／MIX（一部）
- 具志堅用高
- トレンディエンジェル
- レイザーラモンRG
- はんにゃ金田[12]
- ガレッジセール・ゴリ
- 兼光タカシ
- 松丸亮吾
- 箭内夢菜
- はじめしゃちょー[13]
- ヴァンゆんチャンネル
- エミリンチャンネル
- パパラピーズ

### YouTubeチャンネル内BGM・企画楽曲（一部）
- はじめしゃちょー
- レイザーラモンRG
- GORI☆OKINAWA
- 福原遥とふくはらはるか
- 箭内夢菜のユメ
- 上杉柊平の3rd Place
- 安田美沙子です。
- 黒崎レイナのCANVAS（オープニング作曲）

### TV CM／WEB CM／サウンドロゴ（一部）
- タカラトミー「トランスフォーマー ワイルドキング」テーマソング（編曲）[14]
- ミズノ「WAVE FANG2」テーマソング（作曲・作詞・編曲）[15]
- 「Biz Mobile Go!」WEB CM（作曲・編曲）
- 「ショートショートフィルムフェスティバル 2022」オープニング（作曲・編曲）
- 家サイト「家ダンス編」TVCM（作曲・編曲）
- AKS「AKB Mail 矢作萌夏」TVCM（作曲）
- ランドセル「萬勇鞄」TVCM（作曲・作詞・編曲）
- 新日本空調50周年記念サウンドロゴ（編曲）
- チバテレビ×Mix Channnel 「No one knows...」劇伴BGM（作曲・編曲）
- 株式会社BIGYOUTH「わたしのハイフ」（作曲・編曲）
- ヘアカラー専門店「プロカラ」TVCM（編曲）
- ワイケイ興産「YKでOK」サウンドロゴ（作曲・編曲）
- プルージュ美容クリニック サウンドロゴ（作曲・編曲）